# Rio Grabowa
Grabowa ( em alemão:  Grabow    ) é um rio na região da Pomerânia ao norte da Polônia, com 75 quilômetros de extensão. Sua fonte é o lago Wockmin, perto de Sławno, de onde desagua em Darłowo, antes de chegar ao rio Wieprza , poucos quilômetros antes de o Wieprza chegar ao mar Báltico . Perto de Jeźyce, Grabowa bifurca-se com um braço que flui para o Lago Buckow. 